# كارثة منجم ليستفياجنايا
كارثة منجم ليستفياجنايا هي حادث تعدين وقع في 25 نوفمبر 2021 في مقاطعة كيمروفسكايا،روسيا تسبب دخان حريق في فتحة تهوية في اختناق أكثر من 40 عامل منجم.. أدت محاولة فاشلة لإنقاذ عمال المنجم المحاصرين إلى مقتل ستة من رجال الإنقاذ على الأقل عندما انفجر المنجم.